# ベンズトロピン
ベンザトロピン（英: Benzatropine）または、ベンズトロピン（英: Benztropine）は、ジストニアやパーキンソン症候群として知られる抗精神病薬による運動障害の一種の治療に用いられる医薬品である。遅発性ジスキネジアには効果がない。投与法は経口または静脈注射または筋肉内注射である。効果は2時間以内に現れ、最大10時間持続する。
一般的な副作用には、口渇、かすみ目、吐き気、便秘などがあげられる。重度の副作用には、尿閉、幻覚、高体温、協調運動障害などがあげられる。妊娠中または授乳中の人への投与の安全性は不明である。ベンザトロピンは、ムスカリン性アセチルコリン受容体の活性を遮断することによって作用する抗コリン薬である。
ベンザトロピンは、1954年に米国で医薬品として承認された。後発医薬品として入手できる。米国での卸売価格は月額約6ドルである。2017年には、200万件以上処方され、米国で226番目に多く処方された医薬品である。コゲンチン（Cogentin）などの商品名で販売されている。